# 레일리 분포
레일리 분포(Rayleigh distribution)는 확률론과 통계학에서 연속 확률 분포의 한 종류이다. 흔히 2차원 벡터의 직교 성분이 정규 분포일 경우, 벡터의 크기는 레일리 분포를 갖는다. 예를 들어 바람을 2차원 벡터로 나타냈을 때, 벡터의 두 직교 성분이 정규 분포이면, 바람의 속력은 레일리 분포를 따른다. 실수부와 허수부가 독립적으로 정규 분포를 따르는 복소수가 있다면, 복소수의 절댓값이 레일리 분포를 나타낸다.
레일리 분포의 확률 밀도 함수는 다음과 같다.
{\displaystyle f(x|\sigma )={\frac {x\exp \left({\frac {-x^{2}}{2\sigma ^{2}}}\right)}{\sigma ^{2}}}}
{\displaystyle {\textrm {erfi}}(z)\ }가 복소오차 함수라고 할 때, 특성 함수는 다음과 같다.
{\displaystyle \varphi (t)=}
{\displaystyle 1\!-\!\sigma te^{-\sigma ^{2}t^{2}/2}{\sqrt {\frac {\pi }{2}}}\!\left({\textrm {erfi}}\!\left({\frac {\sigma t}{\sqrt {2}}}\right)\!-\!i\right)}
{\displaystyle {\textrm {erf}}(z)\ }가 오차 함수일 때, 모멘트생성 함수는 다음과 같다.
{\displaystyle M(t)=\,}
{\displaystyle 1+\sigma t\,e^{\sigma ^{2}t^{2}/2}{\sqrt {\frac {\pi }{2}}}\left({\textrm {erf}}\left({\frac {\sigma t}{\sqrt {2}}}\right)\!+\!1\right)}
{\displaystyle \Gamma (z)}가 감마 함수일 때, 원적률은 다음과 같다.
{\displaystyle \mu _{k}=\sigma ^{k}2^{k/2}\,\Gamma (1+k/2)\,}
모멘트를 이용하면 평균, 분산, 왜도, 첨도 등을 구할 수 있다.

## 모수 추정
{\displaystyle \sigma } 매개변수의 최대우도 추정공식은 다음과 같다.
{\displaystyle \sigma \approx {\sqrt {{\frac {1}{2N}}\sum _{i=0}^{N}x_{i}^{2}}}}

## 다른 확률 분포
- {\displaystyle X\sim N(0,\sigma ^{2})}와 {\displaystyle Y\sim N(0,\sigma ^{2})}가 서로 독립인 정규 분포일 때 {\displaystyle R={\sqrt {X^{2}+Y^{2}}}}는 레일리 분포 {\displaystyle R\sim \mathrm {Rayleigh} (\sigma )}이다.
- {\displaystyle R\sim \mathrm {Rayleigh} (1)}이면 {\displaystyle R^{2}}은 자유도가 2인 카이 제곱 분포이다. {\displaystyle R^{2}\sim \chi _{2}^{2}}
- {\displaystyle X}가 지수 분포 {\displaystyle X\sim \mathrm {Exponential} (x|\lambda )}이면, {\displaystyle Y={\sqrt {2X\sigma \lambda }}\sim \mathrm {Rayleigh} (y|\sigma )}이다.
- 카이 분포는 레일리 분포를 일반화한 것이다.
- 라이스 분포는 레일리 분포를 일반화 한 것이다.
- 베이불 분포는 레일리 분포를 일반화한 것이다.

## 같이 보기
- 다중경로